# Albert Stevens
Albert Stevens (né en 1887 et mort le 9 janvier 1966), connu en tant que patient sous le nom de CAL-1, est une victime d'une expérimentation humaine visant à étudier les effets du plutonium sur l'homme. Il survécut en ayant la plus haute dose accumulée par un humain de radiations connue. Le 14 mai 1945, il reçut une injection de 131 kBq (3,55 µCi) de plutonium sans consentement.